# Mackenyu
Mackenyu Maeda (Los Angeles, 16 novembre 1996) è un attore giapponese.

## Biografia
Figlio dell'attore e artista marziale giapponese Sonny Chiba. Ha una sorellastra Julie, figlia del padre da un precedente matrimonio, e un fratello, Gordon, anch'essi attori.
Ha frequentato la Beverly Hills High School e contemporaneamente ha recitato in alcuni film e programmi televisivi, tra i quali Astro kyûdan e Oyaji. Ha imparato equitazione e Yabusame all'età di 7 anni e pratica Kyokushin Karate dall'età di 8. Al liceo ha fatto ginnastica, pallanuoto e wrestling, diventando il rappresentante scolastico per quest'ultimo. È anche appassionato di musica, suona il piano da quando aveva 10 anni e ha partecipato alla banda di ottoni del suo liceo a Beverly Hills, suonando il sassofono e il flauto. 
All'età di 15 anni ha visto un film giapponese e l'attore protagonista lo ha ispirato a dedicarsi alla recitazione professionale in Giappone. Ha mantenuto il sogno di recitare insieme a questo attore e in seguito ha rivelato che si trattava del defunto Haruma Miura, col quale ha recitato in Brave: Gunjyo Senki film tratto dal manga Gunjō senki.
Nel 2014, all'età di 16 anni, ha ottenuto il suo primo ruolo da protagonista in un lungometraggio in Take a Chance (2015) ed è apparso in un acclamato cortometraggio che ritrae una famiglia giapponese che soffre all'indomani della seconda guerra mondiale in Tadaima (2015) in cui il film ha vinto il miglior cortometraggio narrativo al Philadelphia Asian American Film Festival.
Nello stesso anno ha deciso di dedicarsi alla recitazione in Giappone, affermando che il Giappone sarebbe stato il posto migliore per lui per imparare a causa della varietà di ruoli disponibili per i giovani attori. Nel gennaio 2016, ha debuttato sul palcoscenico nel musical giapponese Boys Over Flower (Hana Yori Dango: The Musical) (2016). Ha avuto un ruolo di primo piano nel lungometraggio in due parti Chihayafuru Part 1 & 2 (2016), uscito uno dopo l'altro a marzo e aprile 2016. Nel 2018 ottiene il primo ruolo a Hollywood in Pacific Rim - La rivolta. Nel 2019 interpreta Enishi Yukishiro, il villain degli ultimi due film dell'adattamento live-action di Kenshin - Samurai vagabondo. Nel dicembre 2020 ha annunciato che avrebbe lasciato la sua agenzia, Top Coat, nell'aprile 2021, oltre a sospendere per il momento le sue attività in Giappone. Ha annunciato di voler concentrarsi sulle attività globali nel 2021. Nel 2021 è protagonista di Brave: Gunjyo Senki.
Dal 2023 interpreta Roronoa Zoro nella serie televisiva Netflix One Piece, adattamento dell'omonimo manga e nello stesso anno è protagonista nel ruolo di Seiya di Pegasus in I Cavalieri dello Zodiaco insieme a Madison Iseman.

## Filmografia

### Attore

#### Cinema
- Oyaji, regia di Sonny Chiba e Yoshifusa Ide (2007)
- So-On: The Five Oyaji, regia di Tsutomu Sekine (2014)
- Tadaima, regia di Robin Takao D'Oench (2015) - Corto
- Kamen Rider Drive: Surprise Future, regia di Takayuki Shibasaki (2015)
- Take a Chance, regia di Shihan Oyama (2015)
- Chihayafuru Part 1, regia di Norihiro Koizumi (2016)
- Chihayafuru Part 2, regia di Norihiro Koizumi (2016)
- Nigakute Amai, regia di Shôgo Kusano (2016)
- Night's Tightrope, regia di Yukiko Mishima (2016)
- Let's Go Jets!, regia di Hayato Kawai (2017)
- Peach Girl (Pîchi gâru), regia di Kôji Shintoku (2017)
- Diamond Is Unbreakable (JoJo no kimyô na bôken: Daiyamondo wa kudakenai - dai-isshô), regia di Takashi Miike (2017)
- Funouhan, regia di Kōji Shiraishi (2017)
- Pacific Rim - La rivolta (Pacific Rim: Uprising), regia di Steven S. DeKnight (2018)
- Chihayafuru Part 3, regia di Norihiro Koizumi (2018)
- Over Drive, regia di Eiichirô Hasumi (2018)
- Code Blue: The Movie, regia di Masaki Nishiura e Hiroki Hayama (2018)
- 12 Suicidal Teens, regia di Yukihiko Tsutsumi (2019)
- Tokyo Ghoul S (Tôkyô gûru 'S'), regia di Kazuhiko Hiramaki e Takuya Kawasaki (2019)
- Kaiji: Final Game (Kaiji: Fainaru gêmu'), regia di Tôya Satô (2020)
- Our 30 Minute Sessions, regia di Kentarô Hagiwara (2020)
- Tonkatsu DJ Agetarō, regia di Ken Ninomiya (2020)
- The Master Plan, regia di Yûichi Satô (2021)
- Brave: Gunjyo Senki, regia di Katsuyuki Motohiro (2021)
- Rurouni Kenshin: The Final, regia di Keishi Ōtomo (2021)
- Fullmetal Alchemist - La vendetta di Scar (Hagane no Renkinjutsushi: Kanketsu-hen - Fukushusha Scar'), regia di Fumihiko Sori (2022)
- Fullmetal Alchemist - Alchimia finale (Hagane no Renkinjutsushi: Kanketsu-hen - Saigo no Rensei'), regia di Fumihiko Sori (2022)
- I Cavalieri dello zodiaco (Knights of the Zodiac), regia di Tomek Bagiński (2023)

#### Televisione
- Astro kyûdan – serie TV (2005)
- Yonimo kimyô na monogatari: Fall 2014 Special, regia di Yôsuke Gotô, Kazuyuki Iwata e Shirô Maeda – film TV (2014)
- Hoiku Tantei 25 ji: Hanasaki Shin'ichirô wa nemurenai!! – serie TV, 9 episodi (2015)
- Yume wo ataeru – serie TV, 4 episodi (2015)
- Eiga Kôkai Kinen! Ichi Funkan Sutôrî – serie TV, 4 episodi (2015)
- The Hatsumori Bemars – serie TV, episodio 1x06 (2015)
- Aogeba Tôtoshi – serie TV, 8 episodi (2016)
- Tokumei Shikikan Gôma Ayaka, regia di Kôji Shintoku – film TV (2016)
- Bokutachi ga Yarimashita – serie TV, 10 episodi (2017)
- Keiji yugami – serie TV, episodio 1x06 (2017)
- Todome no seppun – serie TV, 7 episodi (2018)
- Chihayafuru: Tsunagu – film TV, regia di Norihiro Koizumi (2018)
- Futatsu no Sokoku, regia di Hideta Takahata – film TV (2019)
- Dôki no Sakura – serie TV, 10 episodi (2019)
- Remote de Korosareru, regia di Hideo Nakata – film TV (2020)
- Re: Na mo Naki Sekai no End Roll ~Half a Year Later~ – serie TV (2021)
- Ichikei no karasu – serie TV, 11 episodi (2021)
- One Piece – serie TV, 8 episodi (2023-in corso)

### Doppiatore
- Dragons of Wonderhatch (Wonderhatch -Sora-Tobu Ryû no Shima-) - Serie TV
- Ni no kuni - Haru

## Riconoscimenti
- Asians On Film Festival
  - 2015 - Miglior attore non protagonista per Tadaima

- Hochi Film Award
  - 2016 - Candidatura al miglior attore emergente per Chihayafuru Part 1
  - 2018 - Candidatura al miglior attore non protagonista per Over Drive

- Mainichi Film Concours
  - 2017 - Candidatura al miglior attore emergente per Chihayafuru Part 1

- Awards of the Japanese Academy
  - 2017 - Miglior esordiente per Chihayafuru Part 1

- Wikimedia Commons contiene immagini o altri file su Mackenyu

## Doppiatori italiani
Nelle versioni in italiano delle opere in cui ha recitato, Mackenyu è stato doppiato da:
- Manuel Meli in Pacific Rim - La rivolta, Rurouni Kenshin: The Final, One Piece
- Emanuele Ruzza in Fullmetal Alchemist - La vendetta di Scar, Fullmetal Alchemist - Alchimia finale
- Federico Campaiola in I Cavalieri dello zodiaco
- Gianmarco Ceconi in Tokyo Ghoul S

Da doppiatore è stato sostituito da:
- Francesco Falco in Ni no kuni